# 1047 Geisha
1047 Geisha là một tiểu hành tinh vành đai chính. Nó được phát hiện bởi Karl Wilhelm Reinmuth ngày 17 tháng 11 năm 1924. Tên ban đầu của nó là 1924 TE.